# Техате

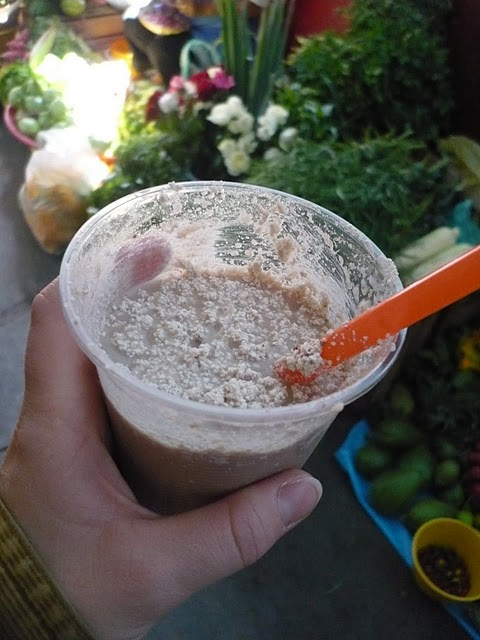
Приготовленное Техате

Техате (исп. tejato) — безалкогольный напиток, состоящий из горячего какао, кукурузы, корицы и ароматных фруктовых семян.

## История напитка
Традиционно производится в мексиканском штате Оахака. Индейцы из племён миштеков и сапотеков очень любили этот напиток и делали его с доиспанских времён. Он по-прежнему пользуется большой популярностью среди этих народов, особенно в сельских районах. Напиток также очень популярен в Оахаке и прилегающих районах.
Индейцы-сапотеки называли этот коктейль «мучная вода», или по другой версии, «водная мука».

## Способ приготовления
Техате делается из какао-бобов, кукурузы, корицы и поджаренных фруктовых семян Pouteria sapota и Quararibea funerbis. Всё это мелко измельчают в пасту, добавляют воды и подслащают небольшим количеством сахарного сиропа. Когда паста готова, какао поднимается вверх, образуя пастообразную пену. Напиток подаётся холодным.